# Carlos Menchaca

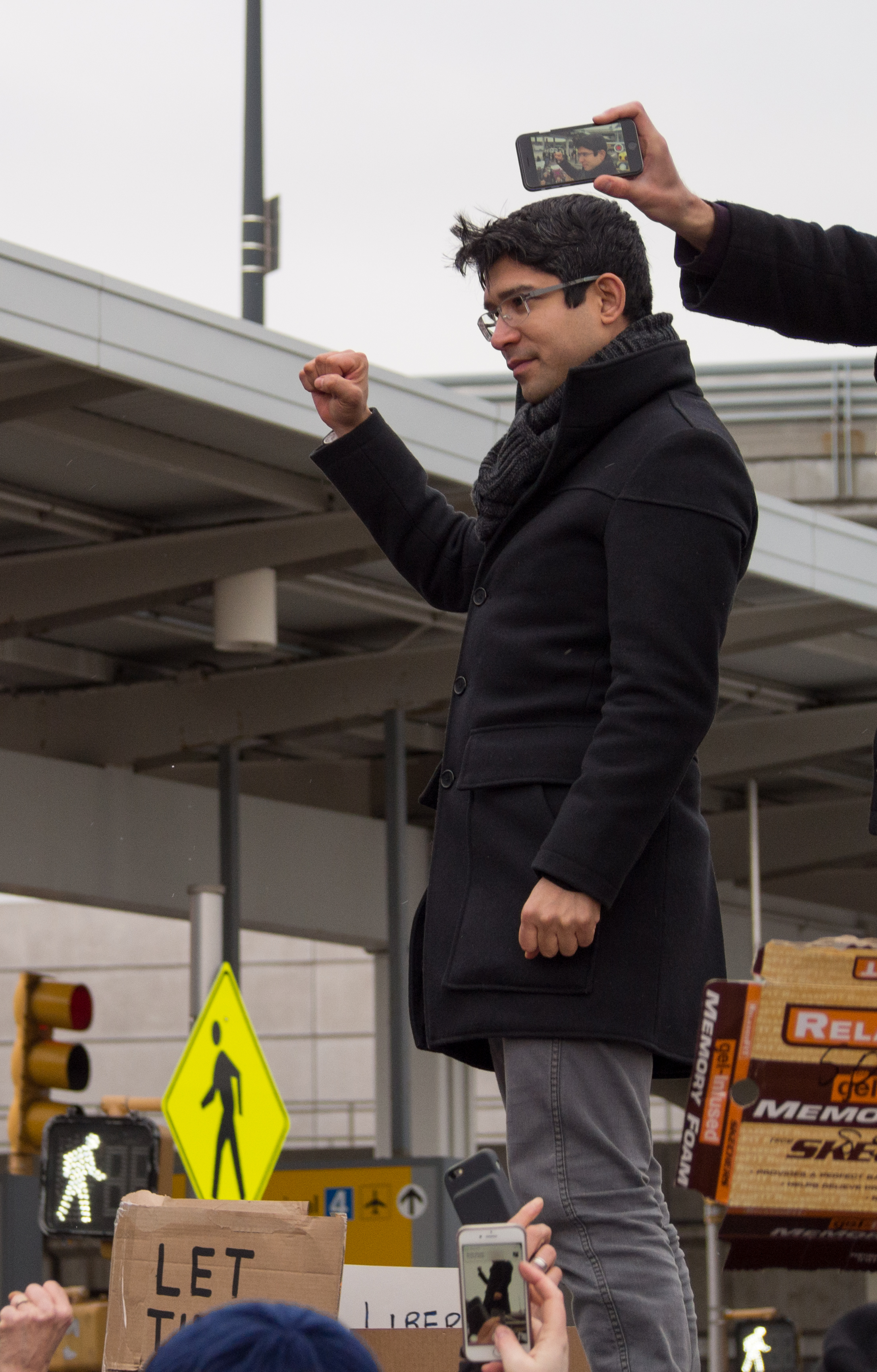
Raadslid Menchaca op een protestactie tegen Donald Trumps inreisverbod in januari 2017

Carlos Menchaca (El Paso, 11 september 1980) is een Amerikaans politicus van de Democratische Partij en radiopresentator.
Van januari 2014 tot en met december 2021 vertegenwoordigde Menchaca een deel van Brooklyn in de gemeenteraad van New York. Hij was daarmee de eerste Mexicaans-Amerikaanse verkozene in de staat New York en de eerste openlijk lgbt-verkozene uit Brooklyn. Zijn belangrijkste verwezenlijking als raadslid was de creatie van IDNYC, een identiteitskaart voor New Yorkers ongeacht of ze er legaal dan wel illegaal verblijven.
Menchaca kondigde in oktober 2020 aan deel te nemen aan de Democratische voorverkiezingen voor de burgemeestersverkiezingen van New York in 2021. Hij werd beschouwd als een van de meest linkse kandidaten. In maart 2021, drie maanden voor de daadwerkelijke voorverkiezingen, schortte hij zijn campagne op en gaf hij zijn steun aan kandidaat Andrew Yang.
Sinds 2023 is Menchaca een van de presentatoren van het radioprogramma City Watch op de progressieve non-profit-omroep WBAI.

## Bron
- (en)  Max Kutner, "EXCLUSIVE: Carlos Menchaca confirms mayoral campaign", City & State, 21 oktober 2020, online geraadpleegd op 30 januari 2021.